# Jan Minsterberský
Jan Minsterberský (1380(?) – 27. prosince 1428, Stary Wielisław) byl minsterberský kníže, poslední z minsterberské větve rodu slezských Piastovců.
Byl druhým synem minsterberského knížete Boleslava III. a  Eufemie z rodu bytomských vévodů. Po otcově smrti vládl nejprve společně s mladším bratrem Jindřichem, od roku 1420 již sám. Měl také sestru Kateřinu. Ve válce mezi Polskem a Řádem německých rytířů se na straně německých rytířů účastnil bitvy u Tuchole 4. listopadu 1410, kde spolu s ostatními uprchl z bojiště. Sňatkem s Alžbětou, vdovou po mocném velmoži Spytkovi z Melsztyna, získal značný majetek, manželství však zůstalo bezdětné.
V roce 1428 bylo Janovo území ohroženo husitským vpádem a kníže s husity uzavřel separátní dohodu. Ta se ale nevztahovala na výpad východočeských sirotků do Kladska. Jan se husitům vedeným Janem Královcem postavil v bitvě u Staré Jesenice. Byl poražen a sám v bitvě padl.. 
Janovy ostatky byly uloženy v kostele v Kladsku a na místě, kde zemřel, byla postavena kaple. Jeho smrtí minsterberská větev slezských Piastovců vymřela po meči. Jako odúmrť pak spadlo minsterberské knížectví na českou korunu a Zikmund Lucemburský ho zastavil Půtovi z Častolovic.